# Dia dos Irmãos

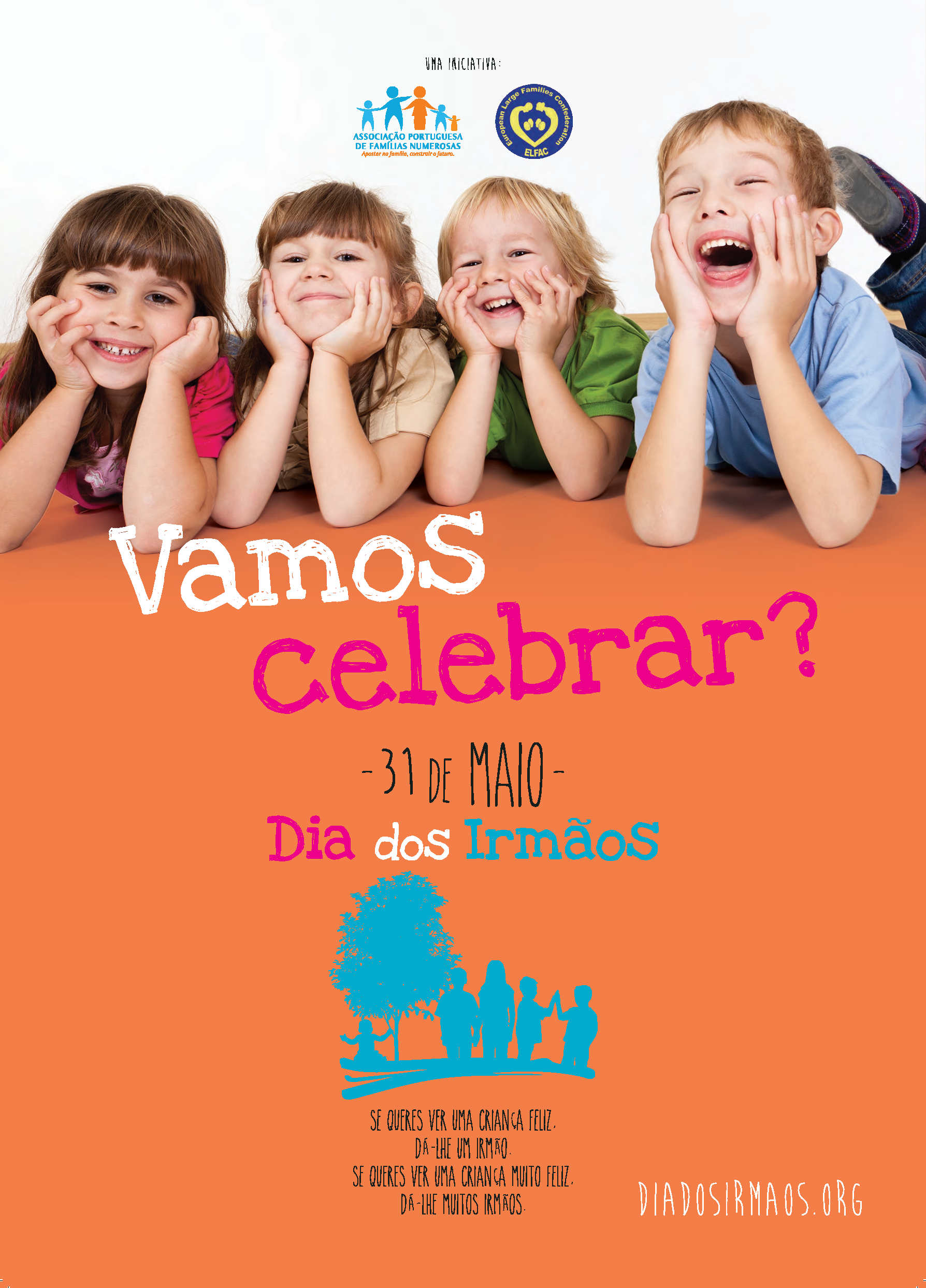
O cartaz do Dia dos Irmãos, no primeiro ano em que foi celebrado em Portugal - 31.maio.2015

O Dia dos Irmãos é uma data comemorativa em que se homenageia, agradece e festeja os irmãos. Tem vocação universal, sendo uma festa semelhante ao Dia do Pai, ao Dia da Mãe ou ao Dia dos Avós. Procura assinalar o espírito destacado na deliberação instituidora: «o que vivemos entre irmãos é único, irrepetível, molda a nossa vida para sempre.» 

## Comemoração
É celebrado um pouco por todo o mundo em diferentes datas.

Na Europa, o Dia dos Irmãos celebra-se a 31 de maio, conforme foi instituído por deliberação da Assembleia Geral da Confederação Europeia das Famílias Numerosas (ELFAC) em 18 de setembro de 2014. Anteriormente, a ELFAC já tinha feito o primeiro lançamento experimental, a 31 de maio do mesmo ano.

A ELFAC tem membros nos seguintes países europeus: Alemanha, Áustria, Chipre, Croácia, Eslováquia, Espanha, Estónia, França, Grécia, Holanda, Hungria, Itália, Letónia, Lituânia, Portugal, República Checa, Roménia, Sérvia, Suíça e Ucrânia. Mas a adesão à data e ao espírito do 31 de maio está aberta a qualquer outro país europeu ou não-europeu.

Nos Estados Unidos da América, celebra-se a 10 de abril, como National Siblings’ Day. Encontram-se também outras menções ao último sábado de março e a 2 de maio . Estas duas últimas datas aparentam não ter qualquer carácter oficial, nem suficiente consistência institucional. Já as comemorações do 10 de abril, desenvolvidas a partir da Siblings Day Foundation têm ganho adesão contínua e, ano após ano, consolidam-se no planos social e no espaço público.

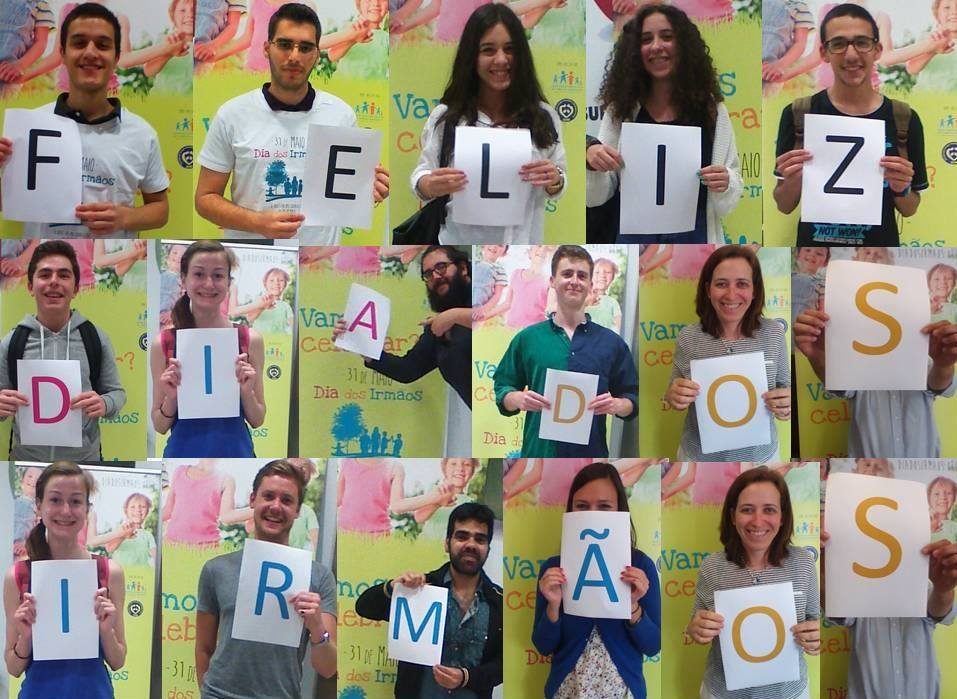
Jovens divulgam o Dia dos Irmãos numa área comercial, Lisboa 2016

## História
A celebração do Dia dos Irmãos – também referido, nas diferentes línguas, como Dia do Irmão ou Dia dos Irmãos e Irmãs – é bastante recente, diversamente de outras celebrações de cunho familiar, como os muito antigos Dia da Mãe e Dia do Pai.

No caso do Dia dos Irmãos, todas as iniciativas lançadas datam dos finais do século XX ou já do século XXI.

### Iniciativas
Nos Estados Unidos da América, a iniciativa de estabelecer o Dia dos Irmãos (National Siblings Day (NSD) a 10 de abril, todos os anos, partiu de uma nova-iorquina, Claudia Evart, que, tocada pela morte prematura dos seus dois irmãos, Alan e Lisette, ambos mais velhos, se mobilizou para instituir uma data para a celebração social e familiar dos laços especialmente fortes que existem entre irmãos e irmãs. Para o efeito, criou uma Fundação, a Siblings Day Foundation, reconhecida pela lei americana em 1997 e 1999. O 10 de abril tem crescido progressivamente em reconhecimento público nos EUA, destacando-se as Proclamações pelos Governadores de 49 Estados federados.

No Brasil, a escolha do dia 5 de setembro surgiu por iniciativa da Igreja Católica, homenageando o aniversário da morte da missionária Madre Teresa de Calcutá, a partir de 2007 – data em que passaram 10 anos sobre a sua morte.  No contexto religioso, o sentido da palavra "irmão" está ligada ao "próximo". O sentido e a oficialidade desta data são postos em dúvida por algumas fontes.  Mas tem ganho difusão ao longo dos anos, no sentido de se aplicar a irmãos de família .

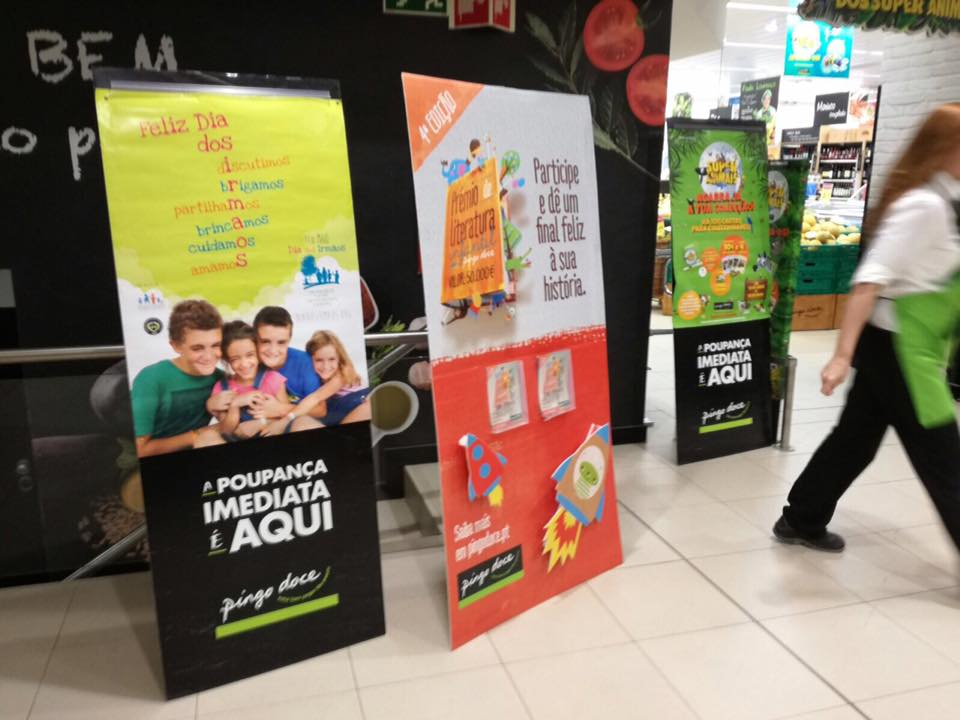
Divulgação do Dia dos Irmãos num supermercado, Porto 2017

Na Europa, a ideia nasceu no ano de 2014, sendo lançada pela ELFAC – European Large Families Confederation. A data de 31 de maio foi escolhida por anteceder o Dia das Crianças (1 de junho) e ser o último dia do mês de maio, associado a celebrações familiares como o Dia da Mãe (em Portugal, no primeiro domingo de maio; nos Estados Unidos da América, no segundo domingo de maio) e o Dia Internacional da Família (15 de maio), instituído por Resolução da Assembleia Geral das Nações Unidas em 1993.

Fernando Ribeiro e Castro, que fundou e foi presidente da APFN e da Confederação Europeia de Famílias Numerosas (ELFAC, na sigla em inglês), falecido em março de 2014, é o autor da frase que foi escolhida como mote da comemoração deste dia na Europa: «Se queres ver uma criança feliz, dá-lhe um irmão. Se queres ver uma criança muito feliz, dá-lhe muitos irmãos», disse. A escolha da véspera do Dia das Crianças (1 de junho) para festejar o Dia dos Irmãos tem a ver com esta frase. No último dia do mês de maio, onde ocorrem outras celebrações ligadas à família, a véspera do Dia das Crianças é o dia certo para o Dia dos Irmãos simbolizar um modo de alegre anúncio de família às crianças pequenas.

O Dia dos Irmãos dispõe de um site na internet.

### Popularização
Na Europa, o caso mais notório de eco social das celebrações do 31 de maio tem acontecido em Portugal. Neste país, a divulgação do Dia dos Irmãos tem conhecido adesão crescente a partir 2015, por dinamização da APFN – Associação Portuguesa das Famílias Numerosas, membro português da ELFAC.

Além das iniciativas de base e com escolas e autarquias locais, bem como de ações de divulgação na comunicação social realizadas todos os anos, o Dia dos Irmãos foi saudado por mensagem do Presidente da República de Portugal, nos anos de 2016 e 2017 .

Foram celebrados protocolos com confederações de comércio e com algumas empresas de grande difusão. A imagem do Dia dos Irmãos, visto pelas crianças, apareceu em largos milhares de pacotes de açúcar (dose individual), o que alcançou grande divulgação. Várias celebridades, rádios, canais televisivos e outros meios de comunicação costumam destacar a relação entre irmãos e a importância de se celebrar este dia. Todos os anos, em datas próximas ao 31 de maio, artigos alusivos ao Dia dos Irmãos, numa linha de testemunho pessoal ou de visão social, têm sido escrito por algumas figuras públicas portuguesas: Alexandre Patrício Gouveia, Diana Leiria Ralha, Francisco José Viegas, Francisco Rodrigues dos Santos, Inês de Medeiros, Inês Teotónio Pereira, José Paulo Carvalho, José Ribeiro e Castro, José Sá Fernandes, Margarida Alvim, Margarida Corrêa de Aguiar, Margarida Gonçalves Neto, Maria Flor Mendonça, Paulo Baldaia, Pedro Rebelo de Sousa, Ricardo Sá Fernandes, Roberto Carneiro, Teresa Avillez Ereira e Vítor Feytor Pinto.

## Festa familiar e social
O Dia dos Irmãos é uma festa familiar por excelência: é uma calorosa celebração familiar na sua horizontalidade e, no sentido exato da palavra, fraternidade. É também uma festa social, celebrando a alegria das famílias, no olhar e nas relações dos irmãos e irmãs.

Em reuniões familiares e eventos sociais, festeja-se no Dia dos Irmãos «o que de tão importante une irmãos e irmãs: o crescer juntos; as aventuras; as descobertas; a solidariedade; a proximidade; a cumplicidade; a identidade que é diferença; a diversidade; a entreajuda, a cooperação e a divisão de tarefas; a alegria e a tristeza; as emoções, boas e más; a tolerância; a reconciliação; a partilha; as histórias, raízes e memória.»

Neste dia, é comum irmãos e irmãs oferecerem-se uma lembrança simbólica, enviarem uma mensagem ou, se possível, passarem tempo uns com os outros. É um dia especial para lembrar e honrar a presença e importância de irmãos e irmãs na vida e na identidade de cada um.